# 锈毛梨果寄生
锈毛梨果寄生（学名：Scurrula ferruginea）为桑寄生科梨果寄生属下的一个种。